# Journal of Ornithology
Het Journal of Ornithology is een wetenschappelijk tijdschrift dat wordt uitgegeven door Springer Science+Business Media namens het Deutsche Ornithologen-Gesellschaft. 
Het is het oudste nog bestaande ornithologische vaktijdschrift van de wereld en geldt binnen Duitsland tot meest gezaghebbend op dit vakgebied. Sinds 2004 wordt het uitgegeven door het Springerconcern. Tot jaargang 144 (in 2003) heette het tijdschrift Journal für Ornithologie.
Het tijdschrift werd in 1852/1853 door de zoölogen Gustav Hartlaub en zijn assistent Jean Cabanis opgericht. Het eerste nummer verscheen op 1 januari 1853 in Kassel. De eerste hoofdredacteur was Cabanis. Hij vervulde de functie 41 jaar lang, tot hij in 1894 door zijn schoonzoon Anton Reichenow werd opgevolgd.